# Po prostu Kucek
Po prostu Kucek (ang. It’s Pony, 2020-2022) – brytyjski serial animowany stworzony przez Anta Bladesa oraz wyprodukowany przez Blue-Zoo Animation.
Premiera serialu odbyła się w Stanach Zjednoczonych 18 stycznia 2020 na amerykańskim Nickelodeon. W Polsce serial zadebiutował 6 września 2020 na antenie Nickelodeon Polska.
Dnia 9 lipca 2020 zostało ogłoszone, że powstanie drugi sezon serialu liczący 20 odcinków, a jego premiera przewidywana jest na początku 2021 roku.

## Fabuła
Serial opisuje perypetie dziewięcioletniej Annie Bramley oraz jej psotnego i nieprzewidywalnego kucyka Kucka, którzy przeżywają niesamowite przygody.

## Bohaterowie
- Annie Bramley – główna bohaterka kreskówki, 9-letnia dziewczynka, która jest właścicielką oraz przyjaciółką Kucka.
- Kucek – kucyk Annie, która uwielbia pakować się w kłopoty.
- Tata – ojciec Annie oraz mąż pani Bramley. Jest gderliwy i nie przepada za dzikim zachowaniem Kucka.
- Mama – matka Annie oraz żona pana Bramleya.

## Obsada
- Jessica DiCicco – Annie Bramley
- Josh Zuckerman – Kucek
- Abe Benrubi – Tata
- India de Beaufort – Mama
- Kal Penn – Fred
- Bobby Moynihan – Brian
- Rosario Dawson – pani Ramiro
- Mark Feuerstein – pan Pancks
- Megan Hilty – Beatrice

## Spis odcinków

### Seria 1 (od 2019)
| Nr | Tytuł                           | Tytuł polski                         | Premiera                                  | Premiera w Polsce                        |
| -- | ------------------------------- | ------------------------------------ | ----------------------------------------- | ---------------------------------------- |
| 1  | Nosy Pony / Beatrice            | Wścibski Kucek / Beatrice            | 18 stycznia 2020                          | 13 września 2020                         |
| 2  | Unicorn / Plants!               | Jednorożec / Rośliny!                | 25 stycznia 2020                          | nieemitowany (A) 6 września 2020 (B)     |
| 3  | Heston’s Coat / Game Horse      | Kurtka Hestona / Kucek gracz         | 1 lutego 2020                             | 6 września 2020 (A) 20 września 2020 (B) |
| 4  | Horace / The Boot               | Horacy / But                         | 8 lutego 2020                             | 27 września 2020                         |
| 5  | Distractions / The Giving Chair | Kucek rozprasza / Magiczny fotel     | 15 lutego 2020                            | 4 października 2020                      |
| 6  | Haircut / Gerry’s Birthday      | Nowa fryzura / Urodziny Gerrego      | 22 lutego 2020                            | 11 października 2020                     |
| 7  | Pet Pony / Dog Day              | Zwierzak / Dzień Psiaka              | 29 lutego 2020                            | 18 października 2020                     |
| 8  | Useful / Stompy!                | Przydatny / Z kopyta!                | 7 marca 2020                              | 25 października 2020                     |
| 9  | Delivery Pony / Magic Annie     | Dostawczy Kucek / Magiczna Annie     | 14 marca 2020                             | 1 listopada 2020                         |
| 10 | Bad Chicken / Gerry’s Tour      | Zła kura / Przewodnik Gerry          | 1 czerwca 2020 (A) 2 czerwca 2020 (B)     | 8 listopada 2020                         |
| 11 | 10 Minute Ticket / Clara Time   | 10-minutowy postój / Czas z Klarą    | 3 czerwca 2020 (A) 4 czerwca 2020 (B)     | 15 listopada 2020                        |
| 12 | Loud House / Sick Annie         | Głośny konik / Chora Annie           | 24 sierpnia 2020 (A) 25 sierpnia 2020 (B) | 22 listopada 2020                        |
| 13 | School Dance / Dad’s Speech     | Szkolna dyskoteka / ---              | 26 sierpnia 2020 (A) 27 sierpnia 2020 (B) | 29 listopada 2020                        |
| 14 | Scarecrow / Poneapples          | Jeszcze tylko jeden pająk / Jabkucka | 23 października 2020                      | nieemitowany                             |